# Канадбак
Канадбак, такође познат као Канара, био је ирански племић, који је био канаранг за време владавине сасанидског краља Хозроја II (владао 590-628.) и разних других сасанидских владара, међу којима је био и Јездигерд III (владао 632-651) , последњи сасанидски краљ.

## Биографија
Канадбак се први пут помиње 628. године, као један од завереника који је свргнуо Хозроја II. Након свргавања Хозроја, његов син Кавад II се крунисао као шаханшаха Сасанидског царства. Три дана касније, Кавад је наредио Михру Хормозду да погуби оца. 632. године, после периода пуча и побуна, Јездигерд III је крунисан за краља Сасанидског царства у Естахру. Годину дана касније, муслимански Арапи напали су Персију, а до 636. године камповали су у Кадисији, граду у близини Ктесифона, главног града Сасанидског царства.
Сасанидски спахбед, Ростам Фарохзад, је затим припремио контранапад и припремио војску која је обухватала: фракцију Парсиг под Пируз Хозројем, Бахманом Џадујем и Хормузаном. Пахлав фракција била је под самим Ростамом и Михраном Разијем. Јерменски контингент био је под Галинијем и Мушегом III Мамиконианом. У војсци су били и сам Канадбак и његов син Шахријар бин Канара. Током битке, сасанидска војска је поражена, а Шахријар је, заједно с Муселом, Бахманом, Галинијем и Ростамом, убијен.
Канадбак је потом побегао у своја подручја у Абаршахру, а касније се спомиње 652. године, када је Абдулах ибн Аамир извршио инвазију на Хорасан, и склопио уговор с њим. У споразуму је Канадбак пристао да плаћа данак Арапима док су под његовом контролом идаље осталетериторије око Туса. Међутим, Карениди из Нишапура под Бурзин Шахом и Савар Карином, запретили су и Канадбаку и Абдулаху, и повратили територију у Хорасану, која је некада била под њиховом контролом. Уз обећање да ће му вратити изгубљене територије, Канадбак је пристао да помогне Абдулаху уз заузимање Нишхапура од каренидских побуњеника. Абдулах и Канадбак су почели да пљачкају области Нишапур и жестоко су се борили како би заузели град.
Тада је Савар покушао да се помири са Абдулахом и рекао му је да ће отворити капије Нишапура ако га он помилује. Абдулах се сложио, међутим, кад су се отвориле капије, ушао коз капију са својом војском и почео да пљачка град и убија грађане, све док му Канадбак није рекао: "О Амир, кад једном победите и тријумфално опросите то је већа [врлина] него освета и одмазда. " Абдуллах је тада урадио како је потоњи рекао и вратио град у Канадбакове домене. Шта се након Канадбака догодило није познато. За иранског племића из 10. века Абу Мансур Мамариа, причало се да је пореклом од Канадбака.